# Campionati del mondo di atletica leggera 1993
I Campionati del mondo di atletica leggera 1993 (in inglese 4th IAAF World Championships in Athletics) sono stati la 4ª edizione dei Campionati del mondo di atletica leggera. La competizione si è svolta dal 13 al 22 agosto presso il Neckarstadion di Stoccarda, in Germania.

## Medagliati

### Uomini
| Specialità | Oro                                                                   | Prestazione | Argento                                                            | Prestazione | Bronzo                                                        | Prestazione |
| Corse piane |                                                                       |             |                                                                    |             |                                                               |             |
| 100 m (dettagli) | Linford Christie                                                      | 9"87        | Andre Cason                                                        | 9"92        | Dennis Mitchell                                               | 9"99        |
| 200 m (dettagli) | Frank Fredericks                                                      | 19"85       | John Regis                                                         | 19"94       | Carl Lewis                                                    | 19"99       |
| 400 m (dettagli) | Michael Johnson                                                       | 43"65       | Butch Reynolds                                                     | 44"13       | Samson Kitur                                                  | 44"54       |
| 800 m (dettagli) | Paul Ruto                                                             | 1'44"71     | Giuseppe D'Urso                                                    | 1'44"86     | Billy Konchellah                                              | 1'44"89     |
| 1 500 m (dettagli) | Noureddine Morceli                                                    | 3'34"24     | Fermín Cacho                                                       | 3'35"56     | Abdi Bile                                                     | 3'35"96     |
| 5 000 m (dettagli) | Ismael Kirui                                                          | 13'02"75    | Haile Gebrselassie                                                 | 13'03"17    | Fita Bayisa                                                   | 13'05"40    |
| 10 000 m (dettagli) | Haile Gebrselassie                                                    | 27'46"02    | Moses Tanui                                                        | 27'46"54    | Richard Chelimo                                               | 28'06"02    |
| Corse a ostacoli |                                                                       |             |                                                                    |             |                                                               |             |
| 110 hs (dettagli) | Colin Jackson                                                         | 12"91       | Tony Jarrett                                                       | 13"00       | Jack Pierce                                                   | 13"06       |
| 400 hs (dettagli) | Kevin Young                                                           | 47"18       | Samuel Matete                                                      | 47"60       | Winthrop Graham                                               | 47"62       |
| 3 000 siepi (dettagli) | Moses Kiptanui                                                        | 8'06"36     | Patrick Sang                                                       | 8'07"53     | Alessandro Lambruschini                                       | 8'08"78     |
| Prove su strada |                                                                       |             |                                                                    |             |                                                               |             |
| Maratona (dettagli) | Mark Plaatjes                                                         | 2h13'57"    | Luketz Swartbooi                                                   | 2h14'11"    | Bert van Vlaanderen                                           | 2h15'12"    |
| Marcia 20 km (dettagli) | Valentí Massana                                                       | 1h22'31"    | Giovanni De Benedictis                                             | 1h23'06"    | Daniel Plaza                                                  | 1h23'18"    |
| Marcia 50 km (dettagli) | Jesús Ángel García                                                    | 3h41'41"    | Valentin Kononen                                                   | 3h42'02"    | Valeriy Spitsyn                                               | 3h42'50"    |
| Salti |                                                                       |             |                                                                    |             |                                                               |             |
| Salto con l'asta (dettagli) | Serhij Bubka                                                          | 6,00 m      | Grigoriy Yegorov                                                   | 5,90 m      | Maksim Tarasov Igor' Trandenkov                               | 5,80 m      |
| Salto in alto (dettagli) | Javier Sotomayor                                                      | 2,40 m      | Artur Partyka                                                      | 2,37 m      | Steve Smith                                                   | 2,37 m      |
| Salto in lungo (dettagli) | Mike Powell                                                           | 8,59 m      | Stanislav Tarasenko                                                | 8,16 m      | Vitaliy Kyrylenko                                             | 8,15 m      |
| Salto triplo (dettagli) | Mike Conley                                                           | 17,86 m     | Leonid Voloshin                                                    | 17,65 m     | Jonathan Edwards                                              | 17,44 m     |
| Lanci |                                                                       |             |                                                                    |             |                                                               |             |
| Getto del peso (dettagli) | Werner Günthör                                                        | 21,97 m     | Randy Barnes                                                       | 21,80 m     | Oleksandr Bahač                                               | 20,40 m     |
| Lancio del disco (dettagli) | Lars Riedel                                                           | 67,72 m     | Dmitrij Ševčenko                                                   | 66,90 m     | Jürgen Schult                                                 | 66,12 m     |
| Lancio del martello (dettagli) | Andrej Abduvaliev                                                     | 81,64 m     | Ihar Astapkovič                                                    | 79,88 m     | Tibor Gécsek                                                  | 79,54 m     |
| Lancio del giavellotto (dettagli) | Jan Železný                                                           | 85,98 m     | Kimmo Kinnunen                                                     | 84,78 m     | Mick Hill                                                     | 82,96 m     |
| Prove multiple |                                                                       |             |                                                                    |             |                                                               |             |
| Decathlon (dettagli) | Dan O'Brien                                                           | 8 817 p.    | Eduard Hämäläinen                                                  | 8 724 p.    | Paul Meier                                                    | 8 548 p.    |
| Staffette |                                                                       |             |                                                                    |             |                                                               |             |
| Staffetta 4×100 m (dettagli) | Stati Uniti Jon Drummond Andre Cason Dennis Mitchell Leroy Burrell    | 37"48       | Regno Unito Colin Jackson Tony Jarrett John Regis Linford Christie | 37"77       | Canada Robert Esmie Glenroy Gilbert Bruny Surin Atlee Mahorn  | 37"83       |
| Staffetta 4×400 m (dettagli) | Stati Uniti Andrew Valmon Quincy Watts Butch Reynolds Michael Johnson | 2'54"29     | Kenya Kennedy Ochieng Simon Kemboi Abednego Matilu Samson Kitur    | 2'59"82     | Germania Rico Lieder Karsten Just Olaf Hense Thomas Schönlebe | 2'59"99     |
| record mondiale; record mondiale stagionale; record africano; record asiatico; record europeo; record nord-centroamericano e caraibico; record sudamericano; record oceaniano; record dei campionati; record nazionale; record personale; record personale stagionale. |                                                                       |             |                                                                    |             |                                                               |             |

### Donne
| Specialità | Oro                                                                                         | Prestazione | Argento                                                                       | Prestazione | Bronzo                                                                  | Prestazione |
| Corse piane |                                                                                             |             |                                                                               |             |                                                                         |             |
| 100 m (dettagli) | Gail Devers                                                                                 | 10"82       | Merlene Ottey                                                                 | 10"82       | Gwen Torrence                                                           | 10"89       |
| 200 m (dettagli) | Merlene Ottey                                                                               | 21"98       | Gwen Torrence                                                                 | 22"00       | Irina Privalova                                                         | 22"13       |
| 400 m (dettagli) | Jearl Miles                                                                                 | 49"82       | Natasha Kaiser-Brown                                                          | 50"17       | Sandie Richards                                                         | 50"44       |
| 800 m (dettagli) | Maria Mutola                                                                                | 1'55"43     | Ljubov' Gurina                                                                | 1'57"10     | Ella Kovacs                                                             | 1'57"92     |
| 1 500 m (dettagli) | Liu Dong                                                                                    | 4'00"50     | Sonia O'Sullivan                                                              | 4'03"48     | Hassiba Boulmerka                                                       | 4'04"29     |
| 3 000 m (dettagli) | Qu Yunxia                                                                                   | 8'28"71     | Zhang Linli                                                                   | 8'29"25     | Zhang Lirong                                                            | 8'31"95     |
| 10 000 m (dettagli) | Wang Junxia                                                                                 | 30'49"30    | Zhong Huandi                                                                  | 31'12"55    | Sally Barsosio                                                          | 31'15"38    |
| Corse a ostacoli |                                                                                             |             |                                                                               |             |                                                                         |             |
| 100 hs (dettagli) | Gail Devers                                                                                 | 12"46       | Marina Azyabina                                                               | 12"60       | Lynda Tolbert-Goode                                                     | 12"67       |
| 400 hs (dettagli) | Sally Gunnell                                                                               | 52"74       | Sandra Farmer-Patrick                                                         | 52"79       | Margarita Ponomaryova                                                   | 53"48       |
| Prove su strada |                                                                                             |             |                                                                               |             |                                                                         |             |
| Maratona (dettagli) | Junko Asari                                                                                 | 2h30'03"    | Manuela Machado                                                               | 2h30'54"    | Tomoe Abe                                                               | 2h31'01"    |
| Marcia 10 km (dettagli) | Sari Essayah                                                                                | 42'59"      | Ileana Salvador                                                               | 43'08"      | Encarna Granados                                                        | 43'21"      |
| Salti |                                                                                             |             |                                                                               |             |                                                                         |             |
| Salto in alto (dettagli) | Ioamnet Quintero                                                                            | 1,99 m      | Silvia Costa                                                                  | 1,97 m      | Sigrid Kirchmann                                                        | 1,97 m      |
| Salto in lungo (dettagli) | Heike Drechsler                                                                             | 7,11 m      | Larysa Berezhna                                                               | 6,98 m      | Renata Nielsen                                                          | 6,76 m      |
| Salto triplo (dettagli) | Anna Birjukova                                                                              | 15,09 m     | Iolanda Chen                                                                  | 14,70 m     | Iva Prandzheva                                                          | 14,23 m     |
| Lanci |                                                                                             |             |                                                                               |             |                                                                         |             |
| Getto del peso (dettagli) | Huang Zhihong                                                                               | 20,57 m     | Svetlana Krivelëva                                                            | 19,97 m     | Kathrin Neimke                                                          | 19,71 m     |
| Lancio del disco (dettagli) | Ol'ga Burova-Černjavskaja                                                                   | 67,40 m     | Daniela Costian                                                               | 65,36 m     | Min Chunfeng                                                            | 65,26 m     |
| Lancio del giavellotto (dettagli) | Trine Hattestad                                                                             | 69,18 m     | Karen Forkel                                                                  | 65,80 m     | Natal'ja Šikolenko                                                      | 65,64 m     |
| Prove multiple |                                                                                             |             |                                                                               |             |                                                                         |             |
| Eptathlon (dettagli) | Jackie Joyner-Kersee                                                                        | 6 837 p.    | Sabine Braun                                                                  | 6 797 p.    | Svetlana Buraga                                                         | 6 635 p.    |
| Staffette |                                                                                             |             |                                                                               |             |                                                                         |             |
| Staffetta 4×100 m (dettagli) | Russia Ol'ga Bogoslovskaja Galina Mal'čugina Natal'ja Pomoščnikova-Voronova Irina Privalova | 41"49       | Stati Uniti Michelle Finn-Burrell Gwen Torrence Wendy Vereen Gail Devers      | 41"49       | Giamaica Michelle Freeman Juliet Campbell Nikole Mitchell Merlene Ottey | 41"94       |
| Staffetta 4×400 m (dettagli) | Stati Uniti Gwen Torrence Maicel Malone-Wallace Natasha Kaiser-Brown Jearl Miles            | 3'16"71     | Russia Yelena Ruzina Tat'jana Alekseeva Margarita Ponomaryova Irina Privalova | 3'18"38     | Regno Unito Linda Keough Phylis Smith Tracy Goddard Sally Gunnell       | 3'23"41     |
| record mondiale; record mondiale stagionale; record africano; record asiatico; record europeo; record nord-centroamericano e caraibico; record sudamericano; record oceaniano; record dei campionati; record nazionale; record personale; record personale stagionale. |                                                                                             |             |                                                                               |             |                                                                         |             |

## Medagliere
| Posizione | Paese                               | Oro | Argento | Bronzo | Totale |
| --------- | ----------------------------------- | --- | ------- | ------ | ------ |
| 1         | Stati Uniti                         | 13  | 7       | 5      | 25     |
| 2         | Cina                                | 4   | 2       | 2      | 8      |
| 3         | Russia                              | 3   | 8       | 5      | 16     |
| 4         | Kenya                               | 3   | 3       | 4      | 10     |
| 4         | Regno Unito                         | 3   | 3       | 4      | 10     |
| 6         | Germania                            | 2   | 2       | 4      | 8      |
| 7         | Spagna                              | 2   | 1       | 2      | 5      |
| 8         | Cuba                                | 2   | 1       | 0      | 3      |
| 9         | Finlandia                           | 1   | 2       | 0      | 3      |
| 10        | Giamaica                            | 1   | 1       | 3      | 5      |
| 11        | Ucraina                             | 1   | 1       | 2      | 4      |
| 12        | Governo di transizione dell'Etiopia | 1   | 1       | 1      | 3      |
| 13        | Namibia                             | 1   | 1       | 0      | 2      |
| 14        | Algeria                             | 1   | 0       | 1      | 2      |
| 14        | Giappone                            | 1   | 0       | 1      | 2      |
| 16        | Mozambico                           | 1   | 0       | 0      | 1      |
| 16        | Norvegia                            | 1   | 0       | 0      | 1      |
| 16        | Rep. Ceca                           | 1   | 0       | 0      | 1      |
| 16        | Svizzera                            | 1   | 0       | 0      | 1      |
| 16        | Tagikistan                          | 1   | 0       | 0      | 1      |
| 21        | Italia                              | 0   | 3       | 1      | 4      |
| 22        | Bielorussia                         | 0   | 2       | 2      | 4      |
| 23        | Australia                           | 0   | 1       | 0      | 1      |
| 23        | Irlanda                             | 0   | 1       | 0      | 1      |
| 23        | Kazakistan                          | 0   | 1       | 0      | 1      |
| 23        | Polonia                             | 0   | 1       | 0      | 1      |
| 23        | Portogallo                          | 0   | 1       | 0      | 1      |
| 23        | Zambia                              | 0   | 1       | 0      | 1      |
| 29        | Austria                             | 0   | 0       | 1      | 1      |
| 29        | Bulgaria                            | 0   | 0       | 1      | 1      |
| 29        | Canada                              | 0   | 0       | 1      | 1      |
| 29        | Danimarca                           | 0   | 0       | 1      | 1      |
| 29        | Paesi Bassi                         | 0   | 0       | 1      | 1      |
| 29        | Romania                             | 0   | 0       | 1      | 1      |
| 29        | Somalia                             | 0   | 0       | 1      | 1      |
| 29        | Ungheria                            | 0   | 0       | 1      | 1      |
| Totale    | Totale                              | 44  | 44      | 45     | 133    |